# Saab 90
Saab 90 – samochód osobowy klasy średniej produkowany przez szwedzką markę Saab w latach 1984 - 1987. 

## Historia i opis modelu

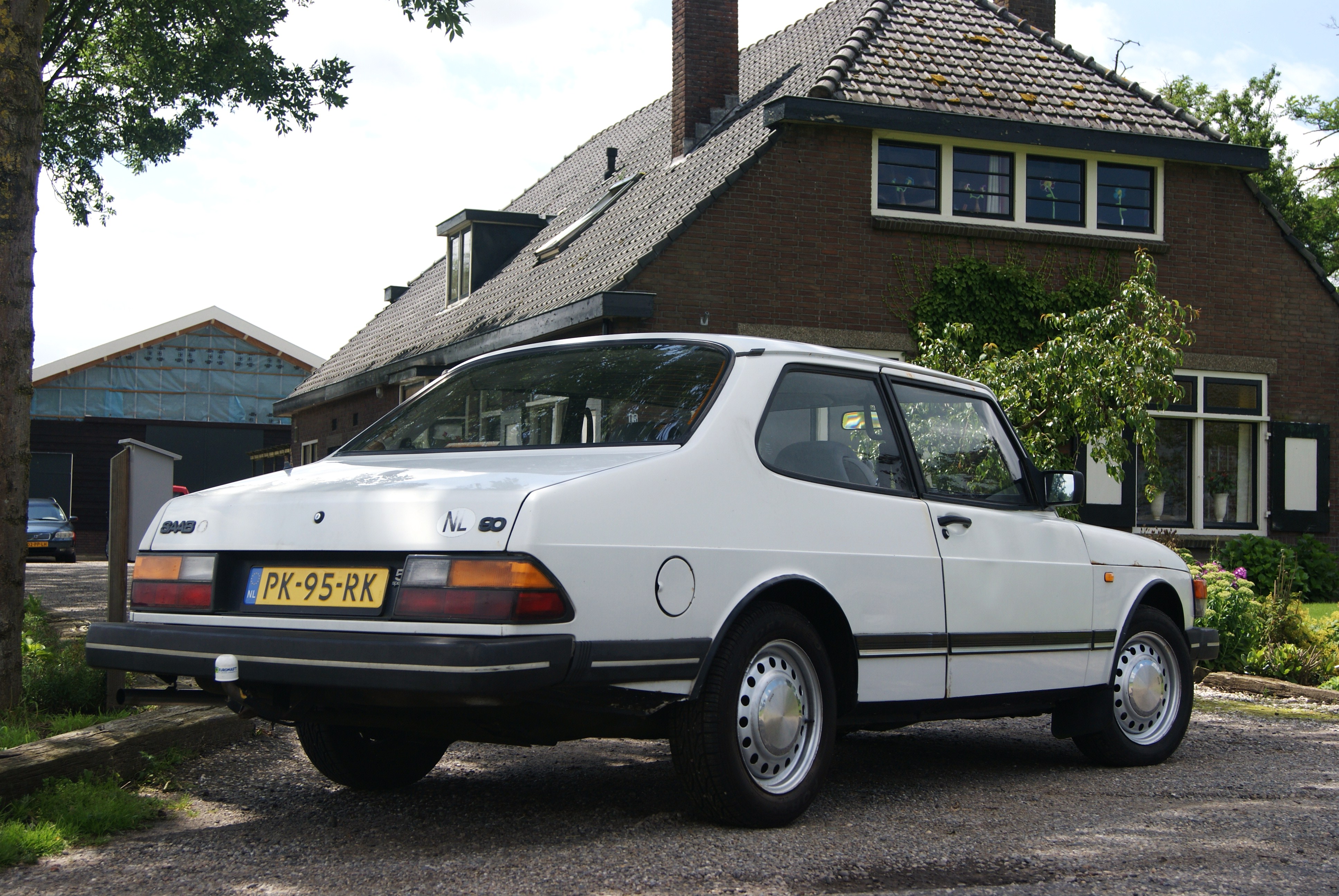
Saab 90 - tył

Samochód został po raz pierwszy zaprezentowany w 1984 roku. Historia stworzenia modelu 90 rozpoczyna się w 1968 roku kiedy to rozpoczęto produkcję modelu 99 produkowanego do 1984 roku. Po przeprowadzeniu kilku modyfikacji pojazd zaczęto produkować pod nazwą 90. 
Konstrukcyjnie przód auta pochodził z modelu 99, a tył z modelu Saab 900 sedan. Jedyny silnik stosowany w tym modelu miał pojemność 2.0 l i moc 100 KM.
W 1986 roku auto przeszło kilka drobnych zmian stylistycznych oraz zmian w zawieszeniu. Przy okazji modernizacji silnik pojazdu przystosowano do spalania benzyny bezołowiowej.
W 1988 roku silnik B201 musiał zostać wycofany z produkcji jako silnik gaźnikowy bez możliwości zamontowania katalizatora przez co zakończono produkcję pojazdu.
W Uusikaupunki w latach 1984 - 1987 wyprodukowano 25 378 sztuk Saaba 90. W czasie produkcji powstała limitowana wersja 10 sztuk modelu 90 o nazwie Lumikko w białym kolorze.
Wyprodukowano łącznie 25 378 egzemplarzy.

### Silniki
| Silnik | Pojemność skokowa [cm³] | Typ silnika | Układ zasilania | Moc maksymalna [KM] przy obr./min | Maks. moment obrotowy [Nm] przy obr./min | Przyspieszenie 0-100 km/h [s] | Prędkość maks. [km/h] |
| ------ | ----------------------- | ----------- | --------------- | --------------------------------- | ---------------------------------------- | ----------------------------- | --------------------- |
| 2.0    | 1985                    | R4          | gaźnik          | 100 (73,5) / 5200                 | 162/3400                                 | 14                            | 165                   |